# Eleutherodactylus jasperi
Espèce
Statut de conservation UICN

 CR A2ae; B2ab(i,ii,iv,v) : 
En danger critique
Eleutherodactylus jasperi est une espèce d'amphibiens de la famille des Eleutherodactylidae.

## Répartition
Cette espèce est endémique de Porto Rico. Elle se rencontre de 200 à 785 m d'altitude dans la Sierra de Cayey.

## Description
Les femelles mesurent jusqu'à 23 mm et est de couleur olive doré à jaune doré.
Identifiée pour la première fois dans les années 1970 par Drewry et Jones, Eleutherodactylus jasperi est ovovivipare, et c’est la seule espèce de la sorte chez les Eleutherodactylidae, la femelle donne naissance à 3 à 5 jeunes ressemblant aux adultes 33 jours après fécondation.

## Habitat et statut
Eleutherodactylus jasperi se rencontre exclusivement dans des zones ou quelques genres de Bromeliaceae contenant de l’eau poussent densément dans les forêts tropicales humides et zones rocailleuses.
L’espèce a été observée pour la dernière fois en 1981 et des études menées dans son habitat de prédilection n’ont pas permis de trouver de membres de l’espèce depuis cette date. Toutefois, beaucoup de ces études se sont cantonnées aux zones proches des routes ou aux sites où elle était historiquement présente. Du fait de cette disparition apparente, Eleutherodactylus jasperi est classée parmi les espèces critiquement menacées dans la liste rouge de l'UICN. Elle est considérée comme possiblement disparue par NatureServe et est listée comme menacée par l’Endanger Species Act des États-Unis.
Les chercheurs ont suggéré qu’une maladie fongique : la chytridiomycose, combinée avec le changement climatique, pourrait avoir causé le déclin de l’espèce. Toutefois, comme aucun lien direct n’a été mis en évidence, et que les autres espèces ne sont pas affectées par la maladie, cette hypothèse n’est pas confirmée. La disparition de son habitat au profit de l’agriculture et de la construction d’habitations est la principale menace actuelle. Les zones où l’espèce avait été observée ont été déforestées. À cela s’ajoutent les caractéristiques de l’espèce : taux de reproduction faible, spécificité du milieu habité, faible zone géographique de dispersion. Des études supplémentaires vont essayer de déterminer si l’espèce existe encore.

## Étymologie
Cette espèce est nommée en l'honneur de Jasper J. Loftus-Hills (1946–1974).

## Publication originale
- Drewry & Jones, 1976 : A new ovoviviparous frog, Eleutherodactylus jasperi (Amphibia, Anura, Leptodactylidae), from Puerto Rico. Journal of Herpetology, vol. 10, no 3, p. 161-165.